# Эрдоган, Эртугрул
Эртугрул Эрдоган (род. 18 октября 1968, Анкара, Турция) — турецкий баскетбольный тренер.

## Карьера
Эрдоган на протяжении 13 лет входил в тренерский штаб «Фенербахче» (2000-2013), работал с командой в Евролиге и трижды выигрывал чемпионат Турции. После этого он возглавлял «Тюрк Телеком», «Истанбул» и «Галатасарай», а в сезоне-2022/23 привел «Шленск» к серебряным медалям чемпионата Польши.
Также Эрдоган входил в тренерский штаб сборной Турции, которая заняла второе место на чемпионате мира 2010 года.
Летом 2023 года возглавил российский клуб «Руна» в дебютном сезоне клуба в Единой лиге ВТБ.

## Достижения

### В качестве и.о. главного тренера
- Чемпион Турции: 2009/2010

### В качестве ассистента главного тренера
- Серебряный призёр чемпионата мира: 2010
- Чемпион Турции (2): 2006/2007, 2007/2008
- Обладатель Кубка Турции (2): 2009/2010, 2012/2013